# 臺北市聯合社區童軍團
臺北市聯合社區童軍團為中華民國童軍臺北市第132團，中華民國台灣女童軍臺北市第132、222、332團的社區童軍聯合組織。

## 歷史
1974年9月30日（即為農曆8月15日中秋節），陳美玉憑過去教學及組訓童軍的豐富經驗，認為童軍組織在社區裡可以生根發展，在所居住的臺北市民生社區成立中華民國幼女童軍台北市第22團，由靜修女中的同事許尚武老師的夫人，召集了13名女孩，由李淑愛老師的3個女兒郝蓮如、郝慧如、郝玉如領導，舉行團集會。
由於幼女童軍訓練有聲有色，應媽媽們的要求，乃於1975年3月28日，由呂四維先生擔任團長，領導小狼集會及活動，成立中國幼童軍台北市第132團。
1977至1978年隨著團員年齡的增長，女童軍團與童軍團也先後成立，1980至1981年更進而成立了資深女童軍團與行義童軍團。為因應團組織的成長，多次舉辦各級服務員訓練與團員晉級訓練。
1986年以後，許多資深團員及服務員為追求學業與事業，或出國深造或忙於工作而紛紛離團，造成團員有銳減之勢，但在全團伙伴的努力下，依然維持各項活動的運作，並多次與日本友團舉辦聯團交誼活動。
進入1990年代，在社會環境的快速變遷下，團員人數急速減少，幸賴陳創辦人推展童軍活動之豐富經驗，以及諸位服務員及家長們的努力，持續向社區居民推廣童軍運動。  
如今，配合時代潮流，更積極落實終身教育與社區服務的理念，逐步推動童軍運動與社區活動結合，從青少年活動推展到成年人的活動，期待能對社會有更多的貢獻。

## 徽章
設計者：聯合社區童軍團第一任幼童軍團長呂四維先生。
意涵：伸手扶持，成長茁壯，精神飽滿，謙恭有禮。
| 徽章特徵                                       | 意涵 |
| ---------------------------------------------- | --- |
| 中華民國童軍徽與中華民國台灣女童軍徽的複合徽章 | 表示同時包含童子軍與女童軍兩個複式團體系 |
| 上方結實纍纍的農作物                           | 民生以稻子為代表，伸手扶植從稻秧成長成稻穗，象徵稻穗一樣的飽滿，越飽滿頭越低謙讓而不自滿不驕傲(精神飽滿，謙恭有禮)。亦表示在社區中生根發展的社區童軍團。 |
| 下方彎曲向上張開的手掌                         | 伸手扶植從稻秧成長成稻穗，象徵團員、家長、服務員以溫暖、熱情的手，讓伙伴們成長茁壯。                                                                     |
| 台北市徽                                       | 代表所在地點在台北市 |
| 132                                            | 代表所隸屬的團次 |

## 組織
- 團務委員會
- 總團部
  - 工作委員會
    - 秘書組
    - 財務組
    - 活動組
    - 器材組
    - 陽光四季編輯組
    - 文物供應組

  - 小小女童軍團
  - 幼女童軍團
  - 女童軍團
  - 蘭姐女童軍團
  - 資深女童軍團
  - 稚齡童軍團
  - 幼童軍團
  - 童子軍團
  - 行義童軍團
  - 羅浮群

## 外部連結
- 臺北市聯合社區童軍團 （页面存档备份，存于）
- 部落雲之戀 （页面存档备份，存于）：童軍相關BBS站，由建國中學行義童軍團印地安部落BBS站延續而來

1. ↑  .   [2015-09-08]. （原始内容存档于2018-10-05）.